# Sàng phân tử
Sàng phân tử là vật liệu chứa các lỗ hổng nhỏ với kích thước đồng nhất và chính xác được sử dụng làm chất hút bám cho các loại chất lưu (chất khí và chất lỏng).
Các phân tử nhỏ đủ để vượt qua các lỗ hổng nhỏ này bị hút bám trong khi các phân tử lớn hơn thì không bị hút bám. Nó khác với bộ lọc thông thường ở chỗ nó hoạt động ở mức phân tử. Ví dụ, phân tử nước có thể là đủ nhỏ để đi qua trong khi các phân tử lớn hơn thì không thể. Do điều này, các sàng phân tử thường hoạt động như là chất làm khô. Một sàng phân tử có thể hút bám nước tới 22% trọng lượng của chính nó.
Thông thường, các sàng phân tử được chế tạo từ các khoáng chất aluminosilicat, đất sét, các loại thủy tinh xốp, than củi vi xốp, zeolit, cacbon hoạt tính hay các vật liệu tổng hợp khác có cấu trúc mở mà thông qua nó các phân tử nhỏ, như nitơ và nước có thể khuếch tán.
Các sàng phân tử thông thường được sử dụng trong công nghiệp dầu mỏ, đặc biệt là để làm tinh khiết các luồng hơi đốt, cũng như trong phòng thí nghiệm hóa học để tách các chất và làm khô vật liệu ban đầu. Hàm lượng thủy ngân có trong khí tự nhiên là rất có hại đối với các ống dẫn bằng nhôm và các bộ phận khác của các thiết bị hóa lỏng – trong trường hợp này thì silica gel được sử dụng.
Các phương pháp tái sinh các sàng phân tử bao gồm việc thay đổi áp suất giống như trong các thiết bị cô đặc oxy hay bằng cách nung nóng và thanh lọc với khí chuyên chở (chất mang) giống như khi sử dụng trong quá trình làm mất nước của êtanol.